# Cupid's Pranks
Pour plus de détails, voir Fiche technique et Distribution.
Cupid's Pranks est un film américain réalisé par J. Searle Dawley, sorti en 1908.

## Fiche technique
- Titre original : Cupid's Pranks
- Réalisation : J. Searle Dawley
- Société de production : Edison Manufacturing Company
- Pays d'origine : États-Unis
- Langue originale : anglais
- Format : noir et blanc - muet
- Durée : 10 minutes
- Date de sortie :
  -  États-Unis : 19 février 1908

## Distribution
- Violette Hill : Cupidon
- Mr. Barry
- Marie Murray : une femme
- Phineas Nairs
- Laura Sawyer
- David Wark Griffith : figurant (au bal)